# Teorema de la funció implícita
En la branca de les matemàtiques anomenada càlcul multivariable, el teorema de la funció implícita és una eina que permet que relacions es converteixin a funcions. Ho fa representant la relació com la gràfica d'una funció. Pot ser que no hi hagi cap funció el gràfic de la qual sigui la relació sencera, però hi pot haver tal funció sobre una restricció del domini de la relació. El teorema de la funció implícita dona una condició suficient per assegurar que aquesta funció existeixi.
El teorema estableix que si l'equació R (x, y) = 0 (una funció implícita) satisfà algunes condicions suaus en les seves derivades parcials, llavors en principi es pot resoldre aquesta equació per y, com a mínim sobre algun petit interval. Geomètricament, el veïnatge definit per R (x,y) = 0 se superposarà localment amb el gràfic d'una funció y = f (x) (una funció explícita, veure article sobre funcions implícites).

## Primer exemple

La circumferència de radi unitat es pot especificar com la corba de nivell de la funció. Al voltant del punt A y es pot expressar com una funció, específicament. No existeix cap funció d'aquest tipus al voltant del punt B.

Si es defineix la funció {\displaystyle f(x,y)=x^{2}+y^{2}}, llavors l'equació {\displaystyle f(x,y)=1} retalla la circumferència goniomètrica pel pla {\displaystyle \{(x,y)|f(x,y)=1\}}. No hi ha cap manera de representar la circumferència de radi unitat com la gràfica d'una funció d'una variable {\displaystyle y=g(x)} perquè per a cada elecció de {\displaystyle x\in (-1,1),} hi ha dues eleccions de {\displaystyle y}, és a dir {\displaystyle \pm {\sqrt {1-x^{2}}}}.
Tanmateix, és possible representar part de la circumferència com el gràfic d'una funció d'una variable. Si deixem {\displaystyle g_{1}(x)={\sqrt {1-x^{2}}}} per a {\displaystyle -1<x<1}, llavors el gràfic de {\displaystyle y=g_{1}(x)} proporciona la meitat alta de la circumferència. De manera similar, si {\displaystyle g_{2}(x)=-{\sqrt {1-x^{2}}}}, llavors el gràfic de {\displaystyle y=g_{2}(x)} dona la meitat més baixa de la circumferència.
El propòsit del teorema de la funció implícita és informar de l'existència de funcions com {\displaystyle g_{1}(x)} i {\displaystyle g_{2}(x)}, fins i tot en situacions on no es poden escriure fórmules explícites. Garanteix que el {\displaystyle g_{1}(x)} i {\displaystyle g_{2}(x)} són diferenciables, i fins i tot funciona en situacions on no es té una fórmula per {\displaystyle f(x,y)}.

## Enunciat del teorema
Sigui f : Rn+m  → Rm  una funció contínuament diferenciable. Es considera Rn+m  com el producte cartesià Rn × Rm, i s'escriu un punt d'aquest producte com (x,y) = (x1, ..., xn, y1, ..., ym). f és la relació donada. L'objectiu és construir una funció g : Rn → Rm el gràfic de la qual (x, g(x)) és precisament el conjunt de tot (x, y) tal que f (x, y) = 0.
Com s'ha explicat a dalt, això no sempre és possible. Com a tal, es fixa un punt (a,b) = (a1, ..., an, b1, ..., bm) que satisfà f(a, b) = 0, i se cercarà un g que vagi bé a prop del punt (a, b). En altres paraules, es vol un conjunt obert U de Rn, un conjunt obert V de Rm, i una funció g : U → V tal que el gràfic de g satisfà la relació f = 0 en U × V. En símbols
{\displaystyle \{(\mathbf {x} ,g(\mathbf {x} ))\}=\{(\mathbf {x} ,\mathbf {y} )|f(\mathbf {x} ,\mathbf {y} )=0\}\cap (U\times V).}
Per enunciar el teorema de la funció implícita, es necessita el Jacobià, també anomenava el diferencial o la derivada total, de {\displaystyle f}. És la matriu de derivades parcials de {\displaystyle f}. Abreujant (a1, ..., an, b1, ..., bm) en (a, b), la matriu Jacobiana és
{\displaystyle {\begin{matrix}(Df)(\mathbf {a} ,\mathbf {b} )&=&\left[{\begin{matrix}{\frac {\partial f_{1}}{\partial x_{1}}}(\mathbf {a} ,\mathbf {b} )&\cdots &{\frac {\partial f_{1}}{\partial x_{n}}}(\mathbf {a} ,\mathbf {b} )\\\vdots &\ddots &\vdots \\{\frac {\partial f_{m}}{\partial x_{1}}}(\mathbf {a} ,\mathbf {b} )&\cdots &{\frac {\partial f_{m}}{\partial x_{n}}}(\mathbf {a} ,\mathbf {b} )\end{matrix}}\right|\left.{\begin{matrix}{\frac {\partial f_{1}}{\partial y_{1}}}(\mathbf {a} ,\mathbf {b} )&\cdots &{\frac {\partial f_{1}}{\partial y_{m}}}(\mathbf {a} ,\mathbf {b} )\\\vdots &\ddots &\vdots \\{\frac {\partial f_{m}}{\partial y_{1}}}(\mathbf {a} ,\mathbf {b} )&\cdots &{\frac {\partial f_{m}}{\partial y_{m}}}(\mathbf {a} ,\mathbf {b} )\\\end{matrix}}\right]\\&=&{\begin{bmatrix}X&|&Y\end{bmatrix}}\\\end{matrix}}}
on {\displaystyle X} és la matriu de derivades parcials en {\displaystyle x} i {\displaystyle Y} és la matriu de derivades parcials en {\displaystyle y}. El teorema de la funció implícita diu que si {\displaystyle Y} és una matriu invertible, llavors hi ha {\displaystyle U}, {\displaystyle V}, i {\displaystyle g} tal com es desitja. Escrivint totes les hipòtesis juntes dona l'enunciat següent.
Sia f : Rn+m → Rm una funció contínuament diferenciable, i sia Rn+m amb coordenades (x, y). Es fixa un punt (a1,...,an,b1,...,bm) = (a,b) amb f(a,b)=c, on c∈ Rm. Si la matriu [(∂fi/∂yj)(a,b)] és invertible, llavors existeix un conjunt obert U que conté a, un conjunt obert V que conté b, i una única funció contínuament diferenciable g :U → V tal que
{\displaystyle \{(\mathbf {x} ,g(\mathbf {x} ))\}=\{(\mathbf {x} ,\mathbf {y} )|f(\mathbf {x} ,\mathbf {y} )=\mathbf {c} \}\cap (U\times V).}

## L'exemple de la circumferència
Tornant a l'exemple de la circumferència goniomètrica. En aquest cas {\displaystyle n=m=1} i {\displaystyle f(x,y)=x^{2}+y^{2}-1}. La matriu de derivades parcials és només una matriu 1×2 donada per
{\displaystyle {\begin{matrix}(Df)(a,b)&=&{\begin{bmatrix}{\frac {\partial f}{\partial x}}(a,b)&{\frac {\partial f}{\partial y}}(a,b)\\\end{bmatrix}}\\&=&{\begin{bmatrix}2a&2b\end{bmatrix}}.\\\end{matrix}}}
Així, aquí, Y és només un nombre; l'aplicació lineal definida per ell és invertible si i només si {\displaystyle b\neq 0}. Pel teorema de la funció implícita es veu que es pot escriure la circumferència en la forma {\displaystyle y=g(x)} per a tots els punts on {\displaystyle y\neq 0}. Per a {\displaystyle (-1,0)} i {\displaystyle (1,0)} que provoquen problemes, com s'ha observat abans.

## Aplicació: canvi de coordenades
Suposeu que es té un espai de m-dimensional, parametritzat per un conjunt de coordenades {\displaystyle (x_{1},\ldots ,x_{m})}. Es pot introduir un sistema de coordenades nou {\displaystyle (x'_{1},\ldots ,x'_{m})} donant m funcions {\displaystyle h_{1}\ldots h_{m}}. Aquestes funcions permeten calcular les coordenades noves {\displaystyle (x'_{1},\ldots ,x'_{m})} d'un punt, donades les coordenades velles del punt {\displaystyle (x_{1},\ldots ,x_{m})} fent servir {\displaystyle x'_{1}=h_{1}(x_{1},\ldots ,x_{m}),\ldots ,x'_{m}=h_{m}(x_{1},\ldots ,x_{m})}. Es podria voler verificar si el contrari és possible: donades coordenades {\displaystyle (x'_{1},\ldots ,x'_{m})}, es pot 'tornar' a calcular les coordenades originals del mateix punt {\displaystyle (x_{1},\ldots ,x_{m})}? El teorema de la funció implícita proporcionarà una resposta a aquesta pregunta. Les coordenades (noves i velles) {\displaystyle (x'_{1},\ldots ,x'_{m},x_{1},\ldots ,x_{m})} estan relacionades per {\displaystyle f=0}, amb
{\displaystyle f(x'_{1},\ldots ,x'_{m},x_{1},\ldots x_{m})=(h_{1}(x_{1},\ldots x_{m})-x'_{1},\ldots ,h_{m}(x_{1},\ldots ,x_{m})-x'_{m}).}
Ara la matriu Jacobiana de f en un cert punt {\displaystyle (a,b)} [ on {\displaystyle a=(x'_{1},\ldots ,x'_{m}),b=(x_{1},\ldots ,x_{m})} ] està donada per 
{\displaystyle {\begin{matrix}(Df)(a,b)&=&{\begin{bmatrix}-1&\cdots &0&{\frac {\partial h_{1}}{\partial x_{1}}}(b)&\cdots &{\frac {\partial h_{1}}{\partial x_{m}}}(b)\\\vdots &\ddots &\vdots &\vdots &\ddots &\vdots \\0&\cdots &-1&{\frac {\partial h_{m}}{\partial x_{1}}}(b)&\cdots &{\frac {\partial h_{m}}{\partial x_{m}}}(b)\\\end{bmatrix}}\\&=&{\begin{bmatrix}-1_{m}&|&J\end{bmatrix}}.\\\end{matrix}}}
on {\displaystyle 1_{m}} denota la {\displaystyle m\times m} matriu identitat, i J és la matriu {\displaystyle m\times m} de derivades parcials, avaluades a {\displaystyle (a,b)}. (En el cas anterior, aquests blocs eren denotats per X i Y. Com passa, en aquesta aplicació particular del teorema, cap matriu no depèn de {\displaystyle a}.) El teorema de la funció implícita ara manifesta que es pot expressar localment {\displaystyle (x_{1},\ldots ,x_{m})} com a funció de {\displaystyle (x'_{1},\ldots ,x'_{m})} si J és invertible. Exigir que J sigui invertible és equivalent a {\displaystyle \det J\neq 0}, així es veu que es pot tornar de les coordenades prima a les originals si el determinant del Jacobià J és no-zero. Aquesta afirmació també es coneix com el teorema de la funció inversa.

### Exemple: coordenades polars
Com a aplicació simple de l'anterior, es considera el pla parametritzat per les coordenades polars {\displaystyle (R,\theta )}. Es pot passar a un sistema de coordenades nou (coordenades cartesianes) definint funcions {\displaystyle x(R,\theta )=R\cos \theta } i 
{\displaystyle y(R,\theta )=R\sin \theta }. Això permet, donat un punt qualsevol {\displaystyle (R,\theta )}, de trobar les corresponents coordenades cartesianes {\displaystyle (x,y)}. Es pot tornar enrere i convertir les coordenades cartesianes en polars. Per l'exemple previ, cal que {\displaystyle \det J\neq 0}, amb 
{\displaystyle J={\begin{bmatrix}{\frac {\partial x(R,\theta )}{\partial R}}&{\frac {\partial x(R,\theta )}{\partial \theta }}\\{\frac {\partial y(R,\theta )}{\partial R}}&{\frac {\partial y(R,\theta )}{\partial \theta }}\\\end{bmatrix}}={\begin{bmatrix}\cos \theta &-R\sin \theta \\\sin \theta &R\cos \theta \end{bmatrix}}.}
Com que {\displaystyle \det J=R}, la conversió altra vegada a coordenades polars només és possible si {\displaystyle R\neq 0}. Això és una conseqüència del fet que a l'origen, les coordenades polars no existeixin: el valor de {\displaystyle \theta }
no està ben definit.

## Generalitzacions

### Versió en espais de Banach
Basant-se en el teorema de la funció inversa en espais de Banach, és possible estendre el teorema de la funció implícita a funcions amb valors en espais de Banach.
Siguin {\displaystyle X}, {\displaystyle Y}, {\displaystyle Z}, Espais de Banach. Sia l'aplicació {\displaystyle f:X\times Y\to Z} Fréchet diferenciable. Si {\displaystyle (x_{0},y_{0})\in X\times Y}, {\displaystyle f(x_{0},y_{0})=0\,}, i {\displaystyle y\mapsto Df(x_{0},y_{0})(0,y)} és un isomorfisme d'espais de Banach de {\displaystyle Y} a {\displaystyle Z}, llavors existeixen els veinatges {\displaystyle U} de {\displaystyle x_{0}} i {\displaystyle V} de {\displaystyle y_{0}} i una funció Frechet diferenciable {\displaystyle g:U\to V} tal que {\displaystyle f(x,g(x))=0\,} i {\displaystyle f(x,y)=0\,} si i només si {\displaystyle y=g(x)\,}, per a tot {\displaystyle (x,y)\in U\times V}.

### Funcions implícites de funcions no diferenciables
Existeixen diverses formes del teorema de la funció implícita per al cas que la funció {\displaystyle f} no és diferenciable. És estàndard que es compleix en una dimensió. La següent forma més general va ser demostrada per Kumagai basada en una observació de Jittorntrum.
Consideri una funció contínua {\displaystyle f:R^{n}\times R^{m}\rightarrow R^{n}} tal que {\displaystyle f(x_{0},y_{0})=0}. Si existeixen veinatges oberts {\displaystyle A\subset R^{n}} i {\displaystyle B\subset R^{m}} de {\displaystyle x_{0}} i {\displaystyle y_{0}}, respectivament, tals que, per a tot {\displaystyle y\in B}, {\displaystyle f(\cdot ,y):A\rightarrow R^{n}} és localment biunívoca llavors existeixen veinatges oberts {\displaystyle A_{0}\subset R^{n}} i {\displaystyle B_{0}\subset R^{m}} de {\displaystyle x_{0}} i {\displaystyle y_{0}}
tals que, per a tot {\displaystyle y\in B_{0}}, l'equació
{\displaystyle f(x,y)=0\,}
té una solució única
{\displaystyle x=g(y)\in A_{0}},
on {\displaystyle g} és una funció contínua de {\displaystyle B_{0}} a {\displaystyle A_{0}}.